# Policie České republiky
Policie České republiky (PČR) je ozbrojený bezpečnostní sbor České republiky, státní policie s působností na celém území republiky. Vznikla dne 15. července 1991 přeměnou české části československé Veřejné bezpečnosti Sboru národní bezpečnosti, a to dnem vyhlášení zákona ČNR č. 283/1991 Sb., o Policii České republiky. S účinností od 1. ledna 2009 je činnost Policie České republiky upravena zákonem č. 273/2008 Sb., o Policii České republiky.
Policisté jsou ve služebním poměru, který upravuje zákon č. 361/2003 Sb., o služebním poměru příslušníků bezpečnostních sborů. Policie České republiky měla k 1. lednu 2021 celkem 40 434 příslušníků. Úkoly policie plní též její civilní zaměstnanci, kteří jsou v pracovním poměru dle zákona č. 262/2006 Sb., zákoníku práce. V čele Policie České republiky stojí policejní prezident, kterým je od roku 2022 Martin Vondrášek.

## Organizace a řízení

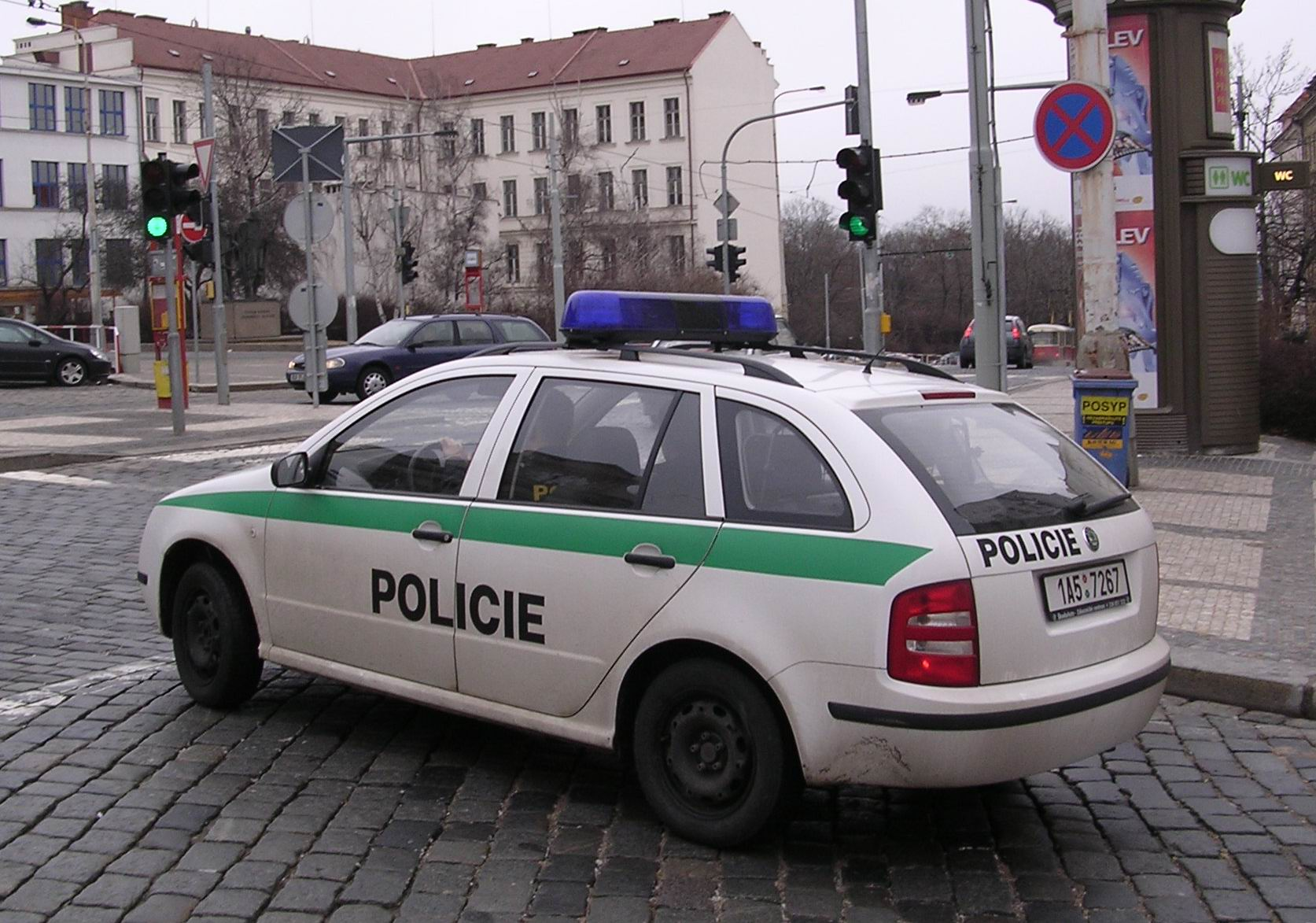
Škoda Fabia české policie, barevné provedení do roku 2008

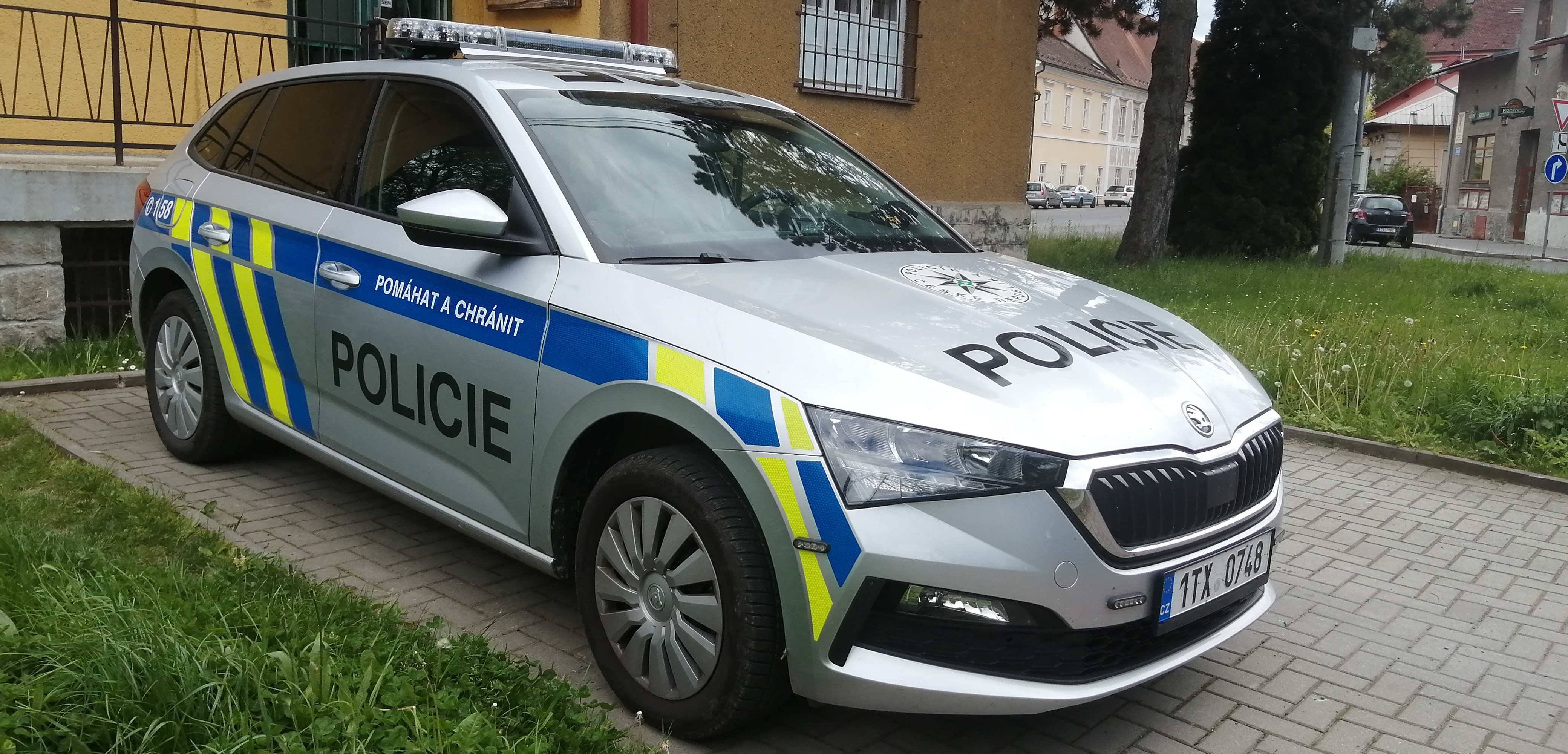
Škoda Scala české policie, poprvé představená v roce 2019

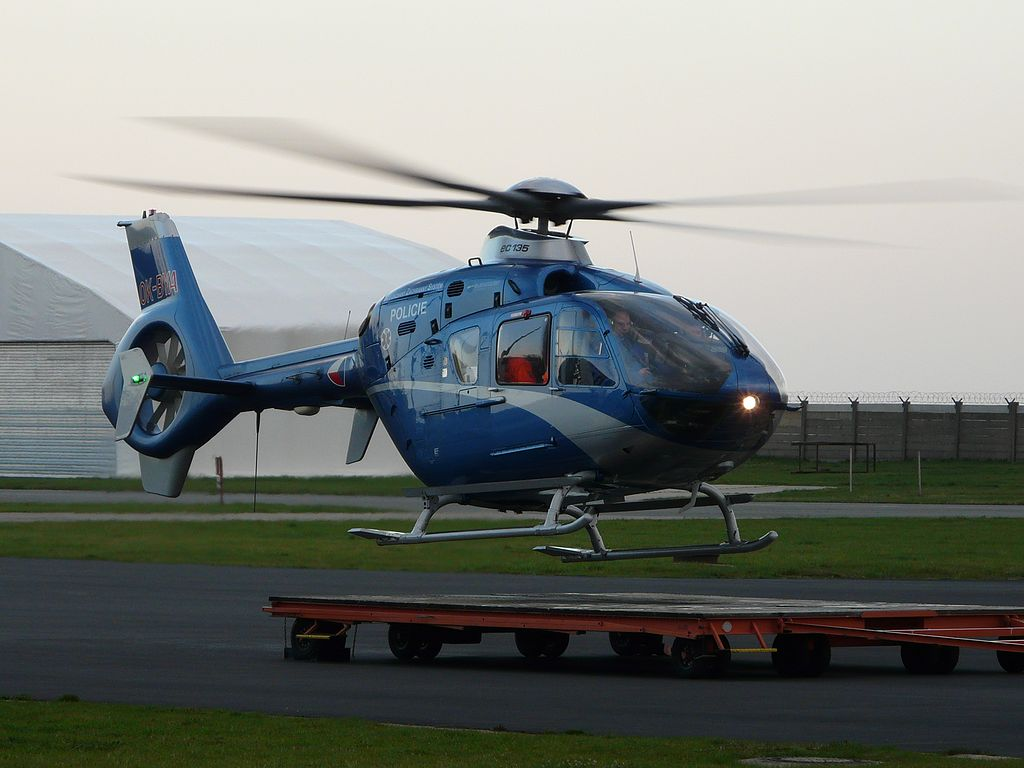
Eurocopter EC 135 v barvách Policie ČR

Policie České republiky je podřízena Ministerstvu vnitra České republiky, které vytváří podmínky pro plnění úkolů policie. Policie se člení na útvary, kterými jsou Policejní prezidium České republiky, útvary s celostátní a s územně vymezenou působností (krajská ředitelství a útvary zřízené v jejich rámci).

### Policejní prezidium České republiky
Činnost policie řídí Policejní prezidium České republiky, v jeho čele stojí policejní prezident, který je představeným všech policistů. Policejního prezidenta jmenuje ministr vnitra, jemuž se za činnost policie policejní prezident také zodpovídá. Policejnímu prezidentovi jsou v rámci prezidia podřízeni jeho náměstci: první náměstek (pod kterého spadá služba pořádkové policie, služba dopravní policie, služba pro zbraně a bezpečnostní materiál a Národní operační centrum), náměstek pro službu kriminální policie a vyšetřování (SKPV), náměstek pro ekonomiku a náměstek pro lidské zdroje, informační a komunikační technologie a inovace. Součástí Policejního prezidia je také Hudba Hradní stráže a Policie České republiky, Archiv Policie České republiky či Úřad vnitřní kontroly. Od 1. dubna 2022 je policejním prezidentem generálporučík Martin Vondrášek.

### Útvary s celostátní působností
V čele útvarů stojí ředitelé, které jmenuje a odvolává policejní prezidium. Ředitele Útvaru pro ochranu prezidenta ČR policejní prezident jmenuje a odvolává se souhlasem prezidenta České republiky. Šest útvarů spadá do působnosti Úřadu služby kriminální policie a vyšetřování (SKPV). V policii působí tyto útvary s celostátní působností:
- Kriminalistický ústav
- Letecká služba
- Národní protidrogová centrála SKPV
- Pyrotechnická služba
- Ředitelství služby cizinecké policie
- Úřad dokumentace a vyšetřování zločinů komunismu SKPV
- Útvar policejního vzdělávání a služební přípravy
- Národní centrála proti organizovanému zločinu SKPV
- Národní centrála proti terorismu, extremismu a kybernetické kriminalitě SKPV
- Útvar pro ochranu prezidenta České republiky
- Ochranná služba Policie České republiky
- Útvar rychlého nasazení
- Útvar speciálních činností SKPV
- Útvar zvláštních činností SKPV

K zaniklým celostátním útvarů patří Útvar odhalování nelegálních výnosů a daňové kriminality, Útvar pro odhalování organizovaného zločinu a Útvar odhalování korupce a finanční kriminality, z nichž poslední dva byly sloučeny v Národní centrálu proti organizovanému zločinu.

### Útvary s územně vymezenou působností
Útvary s územně vymezenou působností jsou typicky krajská ředitelství a útvary zřízené v jejich rámci:
- Krajské ředitelství policie hlavního města Prahy (sídlo Praha)
- Krajské ředitelství policie Středočeského kraje (sídlo Praha)
- Krajské ředitelství policie Jihočeského kraje (sídlo České Budějovice)
- Krajské ředitelství policie Plzeňského kraje (sídlo Plzeň)
- Krajské ředitelství policie Karlovarského kraje (sídlo Karlovy Vary)
- Krajské ředitelství policie Ústeckého kraje (sídlo Ústí nad Labem)
- Krajské ředitelství policie Libereckého kraje (sídlo Liberec)
- Krajské ředitelství policie Královéhradeckého kraje (sídlo Hradec Králové)
- Krajské ředitelství policie Pardubického kraje (sídlo Pardubice)
- Krajské ředitelství policie kraje Vysočina (sídlo Jihlava)
- Krajské ředitelství policie Jihomoravského kraje (sídlo Brno)
- Krajské ředitelství policie Olomouckého kraje (sídlo Olomouc)
- Krajské ředitelství policie Zlínského kraje (sídlo Zlín)
- Krajské ředitelství policie Moravskoslezského kraje (sídlo Ostrava)

Policejní prezident zřizuje v rámci každého krajského ředitelství na návrh jeho ředitele podle jednotlivých okresů územní odbory (dříve šlo o okresní ředitelství). V Brně, Ostravě a Plzni místo nich existují městská ředitelství a v hl. m. Praze čtyři obvodní ředitelství. V rámci těchto odborů a ředitelství jsou pak zřizovány jako ještě nižší článek jednotlivá obvodní a místní oddělení. Organizační složkou státu vystupující za policii navenek jsou ovšem jen krajská ředitelství a všechny nižší útvary s územně vymezenou působností, ačkoli samostatně vykonávají činnosti, určené interními předpisy (např. závaznými pokyny policejního prezidenta), jsou jejich vnitřními organizačními jednotkami.

## Služební zákroky a úkony policistů

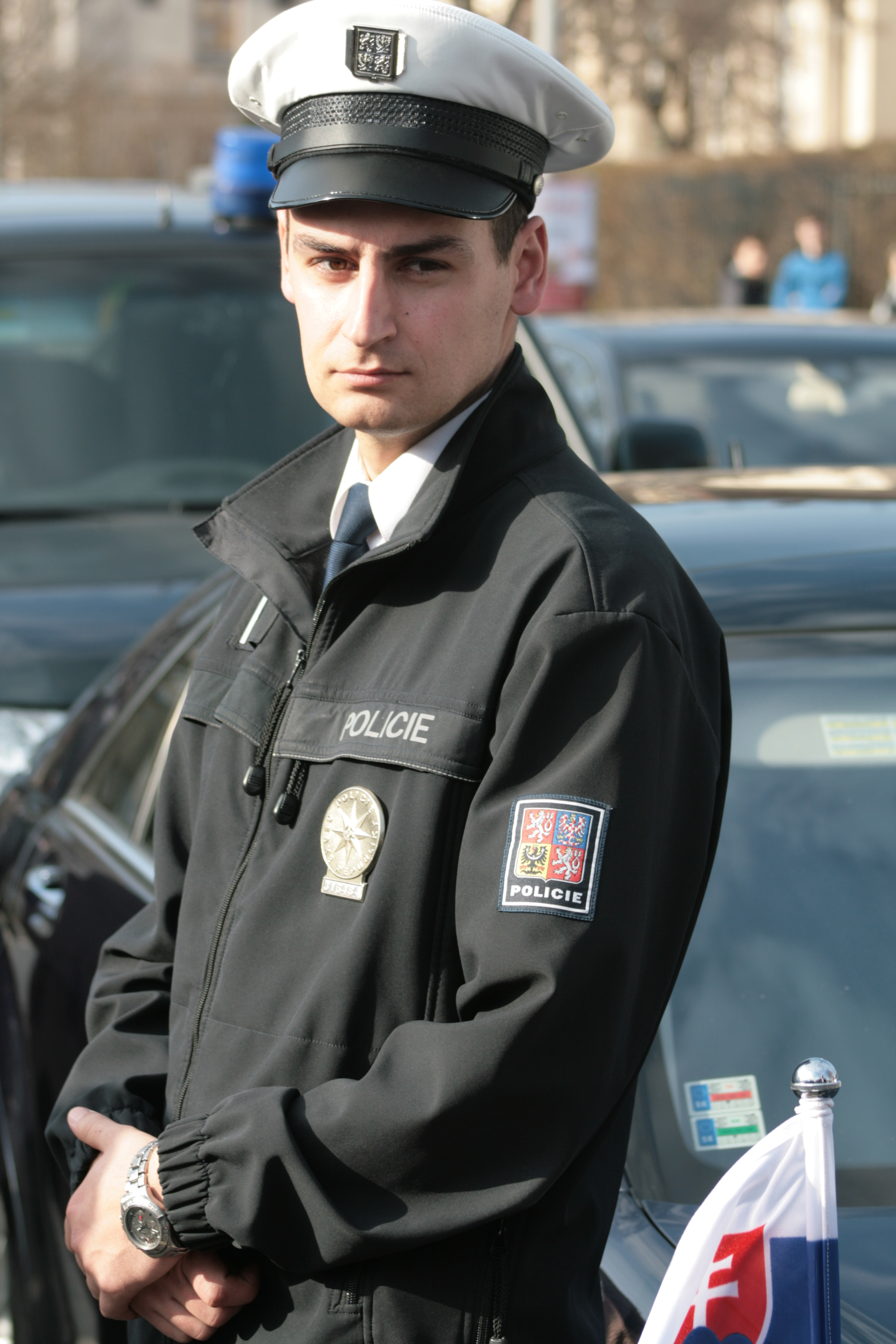
Dopravní policista při výkonu služby

Policisté realizují úkoly policie prováděním služebních zákroků a úkonů. Přitom jsou povinni dbát cti, vážnosti a důstojnosti osob i své vlastní a nepřipustit, aby osobám v souvislosti s jejich činností vznikla bezdůvodná újma a případný zásah do jejich práv a svobod překročil míru nezbytnou k dosažení účelu sledovaného služebním zákrokem nebo služebním úkonem. Úkonem se ve smyslu zákona o policii rozumí v podstatě různé jednání policisty dle zákona. Zákrokem se pak ve smyslu zákona rozumí úkon, při kterém dochází k přímému vynucování splnění právní povinnosti nebo k přímé ochraně práv za použití síly nebo hrozby jejího použití. Policista je při provádění služebního zákroku povinen, pokud to povaha a okolnosti služebního zákroku dovolují, použít odpovídající výzvy, na jejímž začátku jsou slova „Jménem zákona!“. Každý je povinen uposlechnout výzvy zakročujícího policisty. Policista při výkonu své pravomoci musí prokázat svou příslušnost k policii, pokud to povaha a okolnosti služebního zákroku nebo služebního úkonu dovolují, a to služebním stejnokrojem s identifikačním číslem, služebním průkazem, odznakem služby kriminální policie nebo ústním prohlášením „policie“. Takovým ústním prohlášením prokazuje policista svou příslušnost k policii pouze ve výjimečných případech, kdy okolnosti služebního zákroku neumožňují tuto příslušnost prokázat jinak. Služebním stejnokrojem, služebním průkazem nebo odznakem služby kriminální policie se policista prokáže ihned, jakmile to okolnosti služebního zákroku nebo služebního úkonu dovolí.

## Úkoly
Policie plní zejména tyto úkoly:
- chrání bezpečnost osob a majetku
- spolupůsobí při zajišťování veřejného pořádku, a byl-li porušen, činí opatření k jeho obnovení
- vede boj proti terorismu
- odhaluje trestné činy, zjišťuje jejich pachatele a realizuje opatření při předcházení trestné činnosti, koná vyšetřování o trestných činech – v trestním řízení vystupuje jako policejní orgán (odhalování a prověřování skutečností nasvědčující tomu, že byl spáchán trestný čin, jehož pachatelem je policista, či občanský zaměstnanec policie, a následně i vyšetřování, však provádí Generální inspekce bezpečnostních sborů)
- ve vymezeném rozsahu zajišťuje ochranu státních hranic
- zajišťuje ochranu ústavních činitelů a bezpečnost chráněných osob, kterým je při jejich pobytu na území České republiky poskytována osobní ochrana podle mezinárodních dohod (zejména Ochranná služba Policie ČR)
- zajišťuje ochranu zastupitelských úřadů, ochranu sídelních objektů Parlamentu, prezidenta republiky, Ústavního soudu, Ministerstva zahraničních věcí, Ministerstva vnitra a dalších objektů zvláštního významu pro vnitřní pořádek a bezpečnost určených vládou
- dohlíží na bezpečnost a plynulost silničního provozu a spolupůsobí při jeho řízení
- kontroluje doklady o pojištění odpovědnosti za škodu způsobenou provozem vozidla
- odhaluje přestupky
- projednává některé přestupky (např. na úseku provozu na pozemních komunikacích)
- vede evidence a statistiky potřebné pro plnění svých úkolů
- vyhlašuje celostátní pátrání
- na základě vyrozumění orgánu Vězeňské služby České republiky, provádí úkony související s bezprostředním pronásledováním osob, které uprchly z výkonu vazby nebo z výkonu trestu odnětí svobody
- zadržuje svěřence s nařízenou ústavní nebo uloženou ochrannou výchovou, kteří jsou na útěku, a spolupůsobí při jejich vyhledávání,
- zajišťuje pohotovostní ochranu jaderných zařízení určených vládou a podílí se na fyzické ochraně jaderného materiálu při jeho přepravě
- ve spolupráci s obcemi se podílí na zabezpečování místních záležitostí veřejného pořádku
- plní úkoly státní správy

## Oprávnění policisty
Policista při provádění služebního zákroku či úkonů má za podmínek stanovených zákonem o Policii České republiky řadu oprávnění. Zejména je oprávněn vyžadovat vysvětlení od osob a může požadovat prokázání totožnosti. Také může zajistit osobu v policejní cele až na 24 hodin (cizince při rozhodování o správním vyhoštění až na 48 hodin) a agresivní osobu omezit v pohybu připoutáním ke vhodnému předmětu. Policista je oprávněn odebrat zbraň, provést prohlídku dopravního prostředku, zakázat vstup na určené místo, může vstoupit do živnostenské provozovny i do obydlí osoby v případě splnění zákonných podmínek. V případě důvodné obavy, že je ohrožen život nebo zdraví, hrozí-li větší škoda na majetku, nebo je-li důvodné podezření, že se v bytě nachází zemřelá osoba, policista může otevřít byt nebo jiný uzavřený prostor. Zákon o Policii České republiky také upravuje oprávnění k používání podpůrných operativně pátracích prostředků v souvislosti s trestním řízením (krycí doklady, konspirativní prostředky, zabezpečovací technika, zvláštní finanční prostředky, využití informátora). V zájmu ochrany bezpečnosti osob, své vlastní, majetku a ochrany veřejného pořádku je policista oprávněn použít donucovací prostředky proti osobě, která chráněné statky ohrožuje. V zákonem vymezených případech má policista oprávnění použít zbraň.

## Policejní auta, barvy, značení
- Vozidla převedená od Veřejné bezpečnosti: hlavní barva žluť chromová, bílé dveře a kapoty (u trambusových vozidel bílý svislý pruh pod čelním sklem) s černými písmeny POLICIE, bílý obdélník na střeše s černým alfanumerickým volacím kódem.

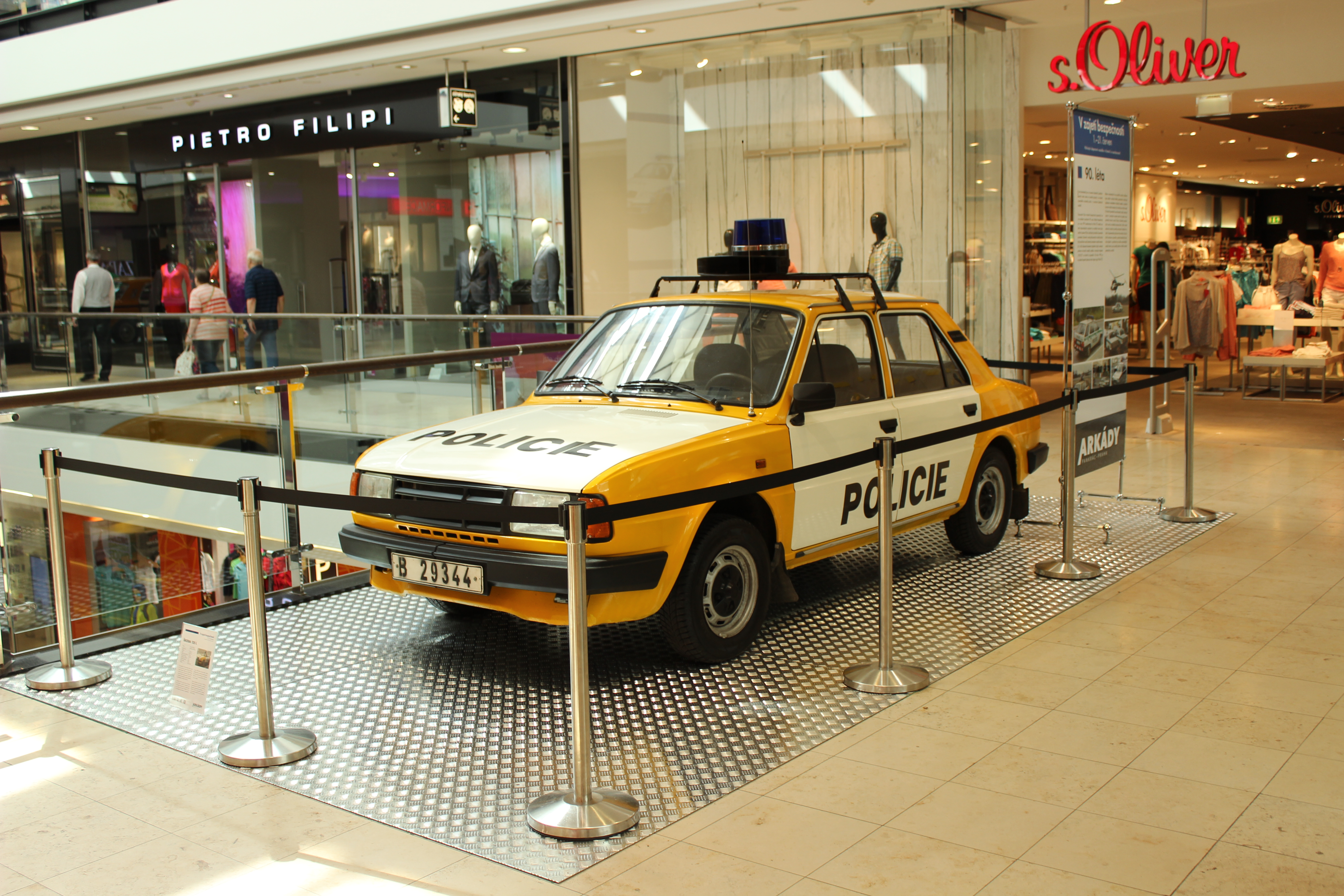
Škoda 125 L
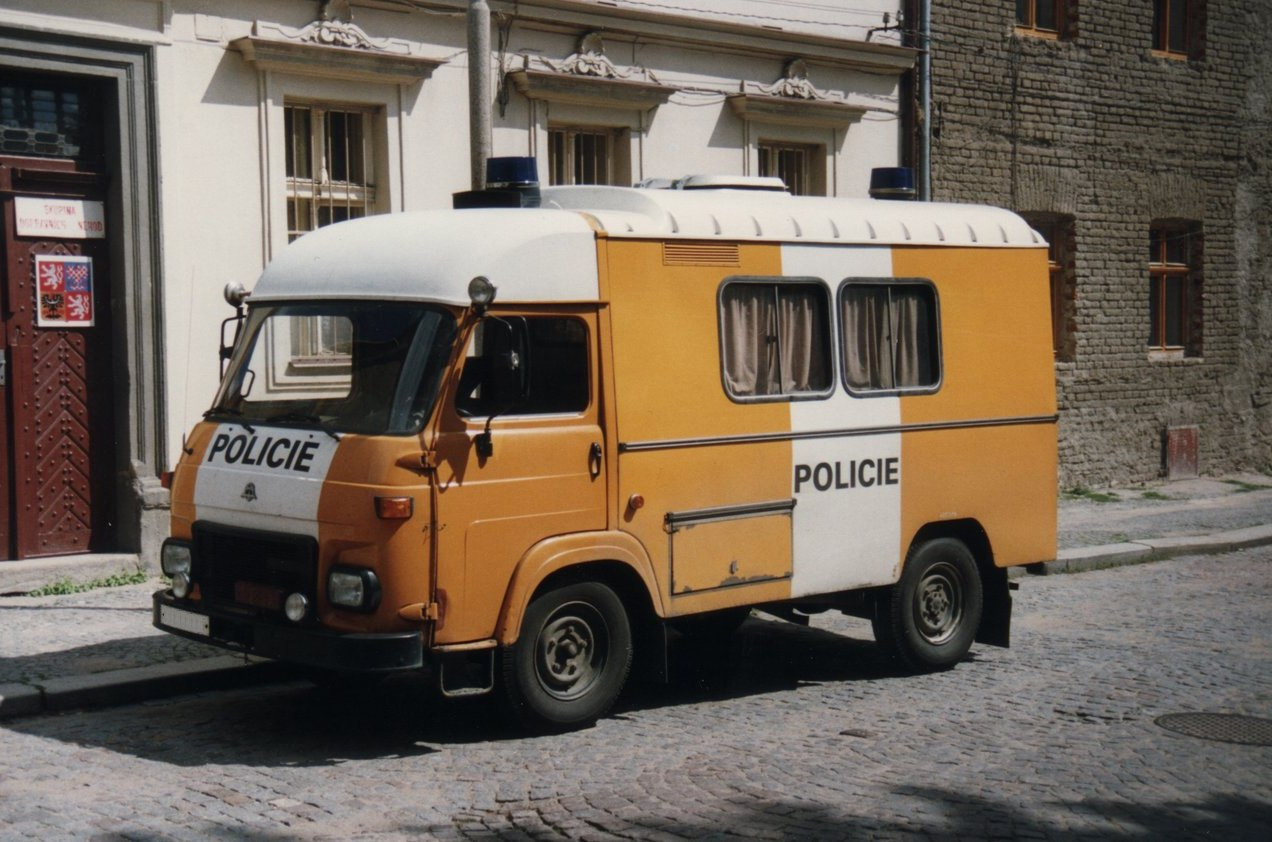
anton Avia A21

- 1991–2008: celobílý nátěr auta, zelený podélný pruh po celé bočnici vozu zhruba uprostřed výšky vozu (od roku 2007 doplněný bílým nápisem „POMÁHAT A CHRÁNIT“), černý nápis POLICIE na boku vozu, plnobarevný kruhový policejní znak na přední kapotě vozu.

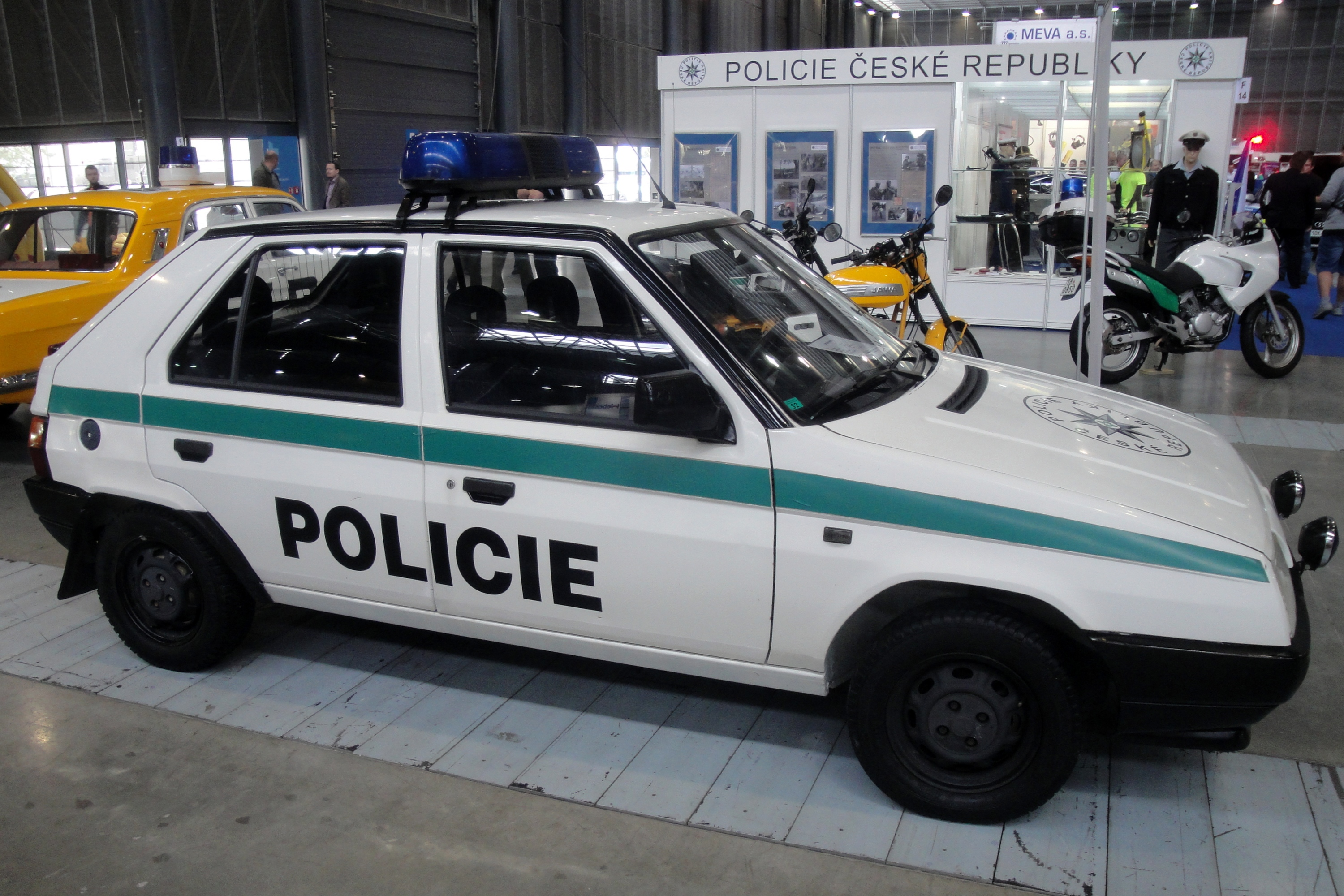
Škoda Favorit
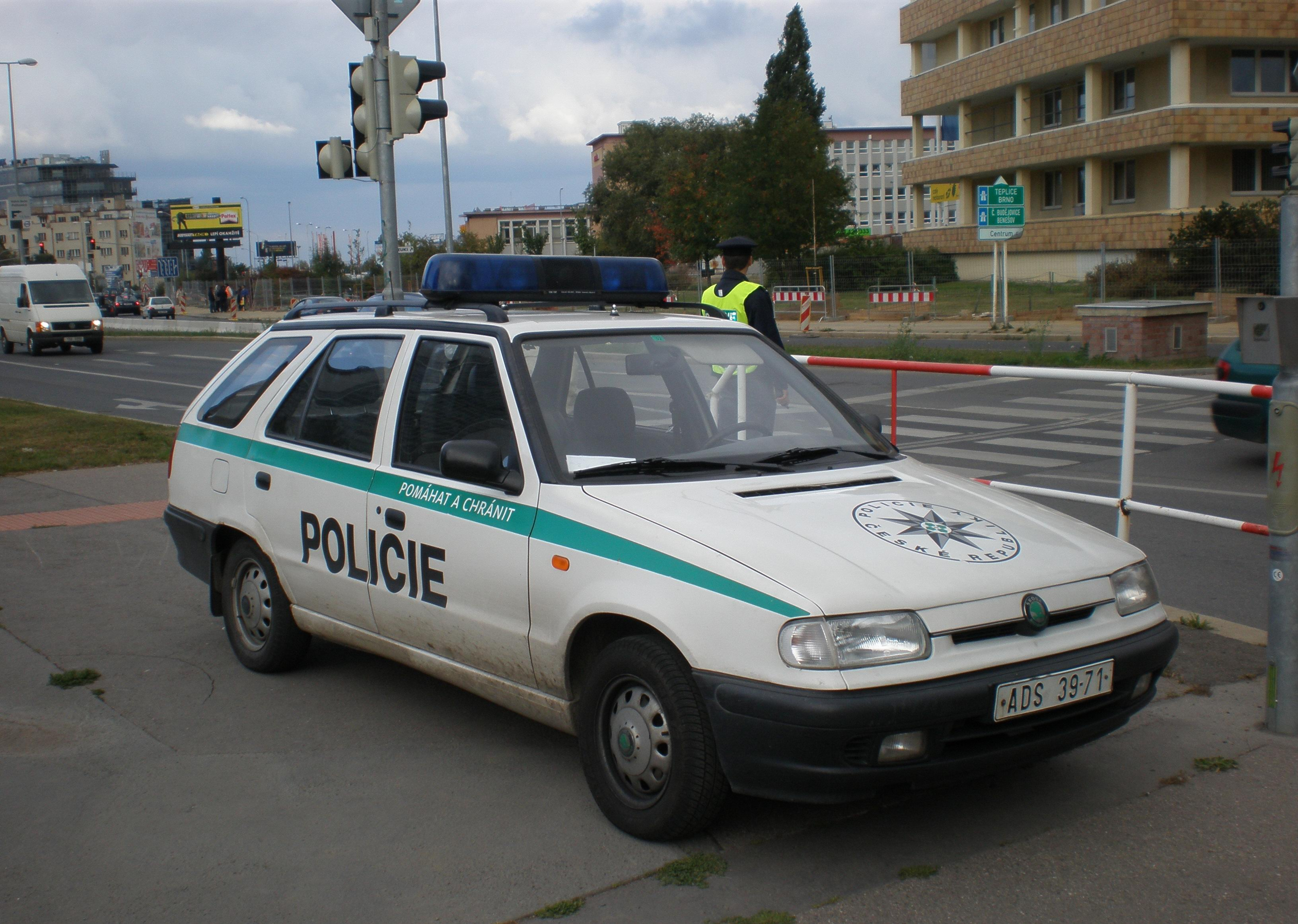
Škoda Felicia
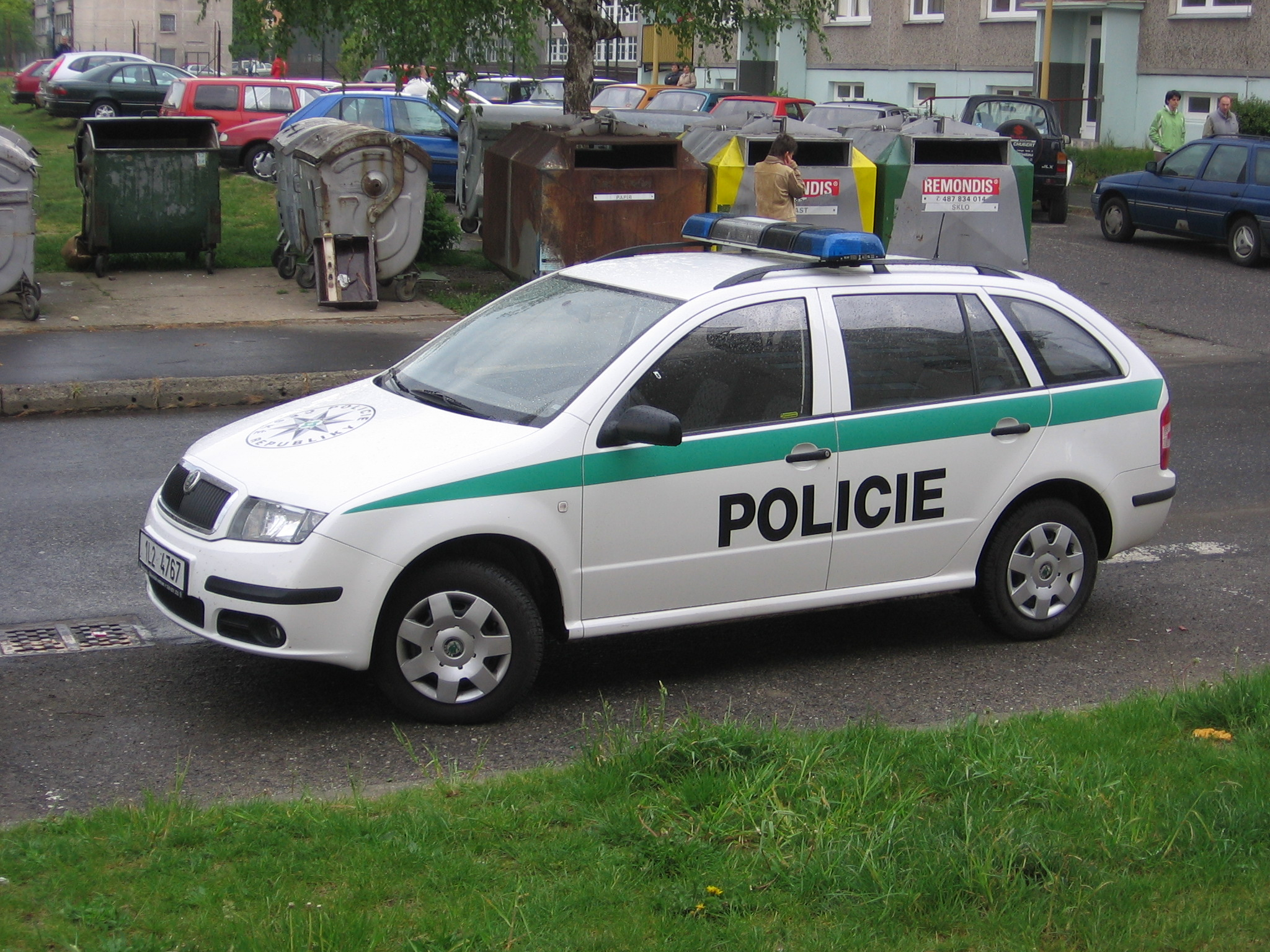
Škoda Fabia
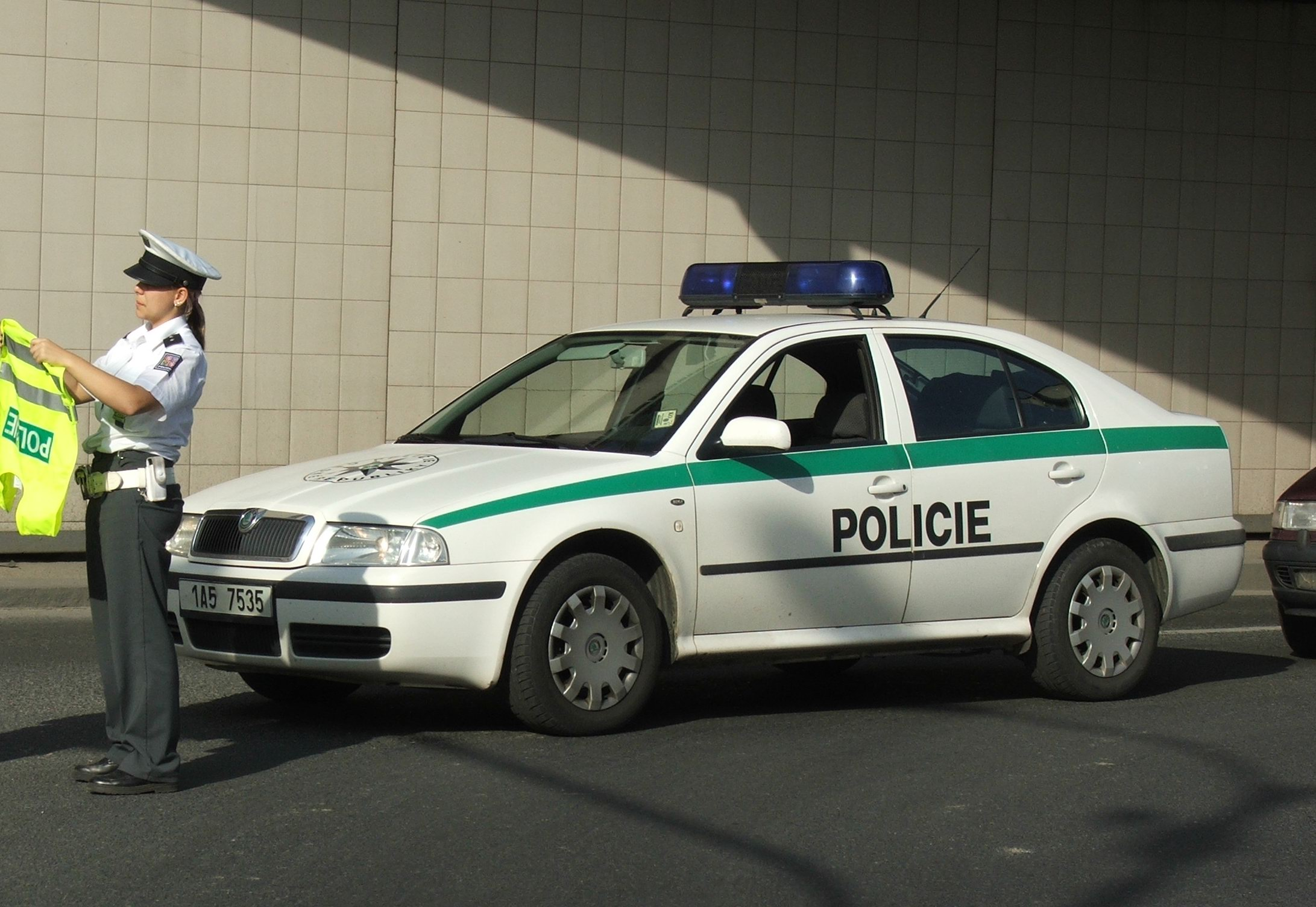
Škoda Octavia I
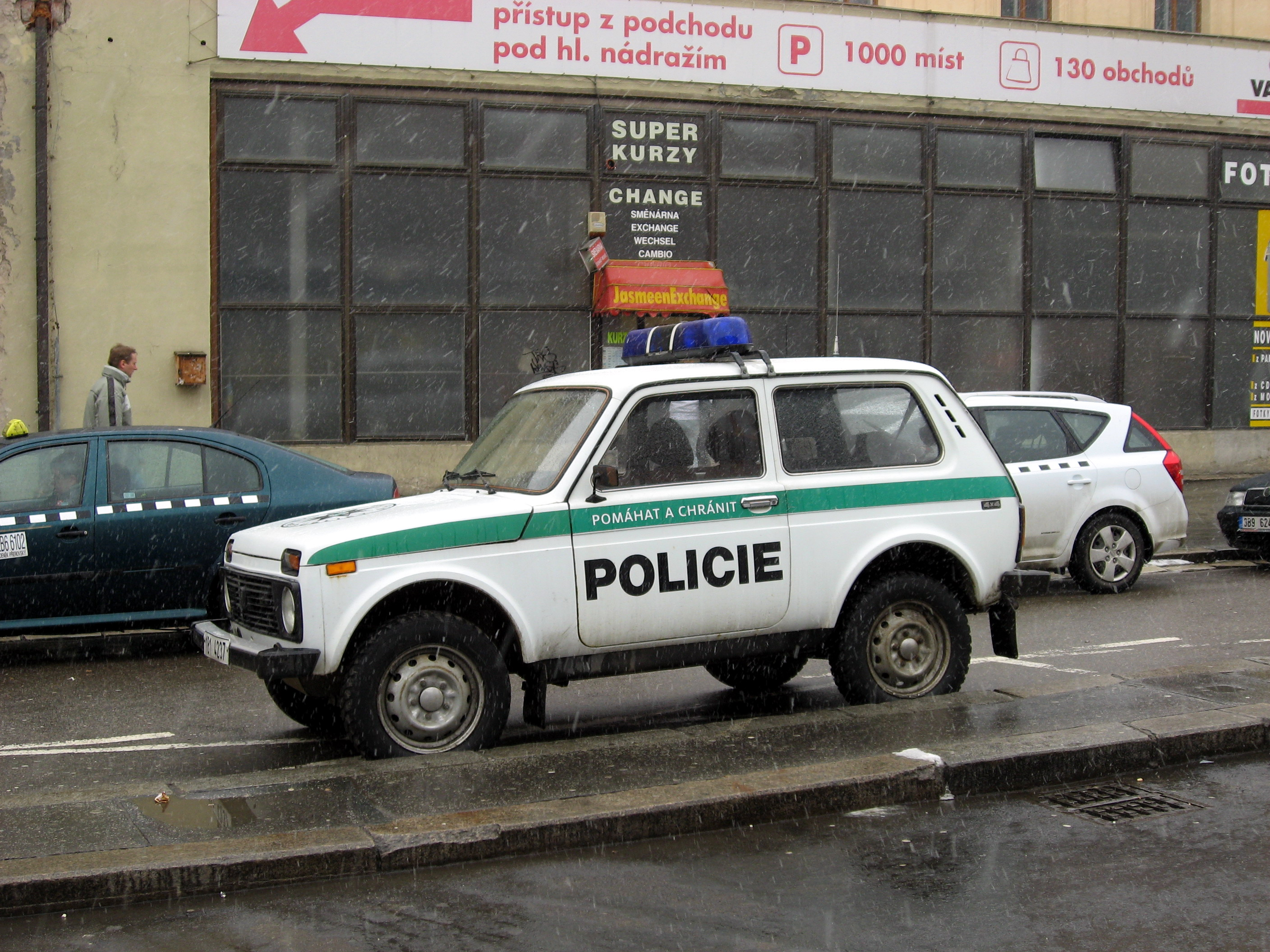
Lada Niva
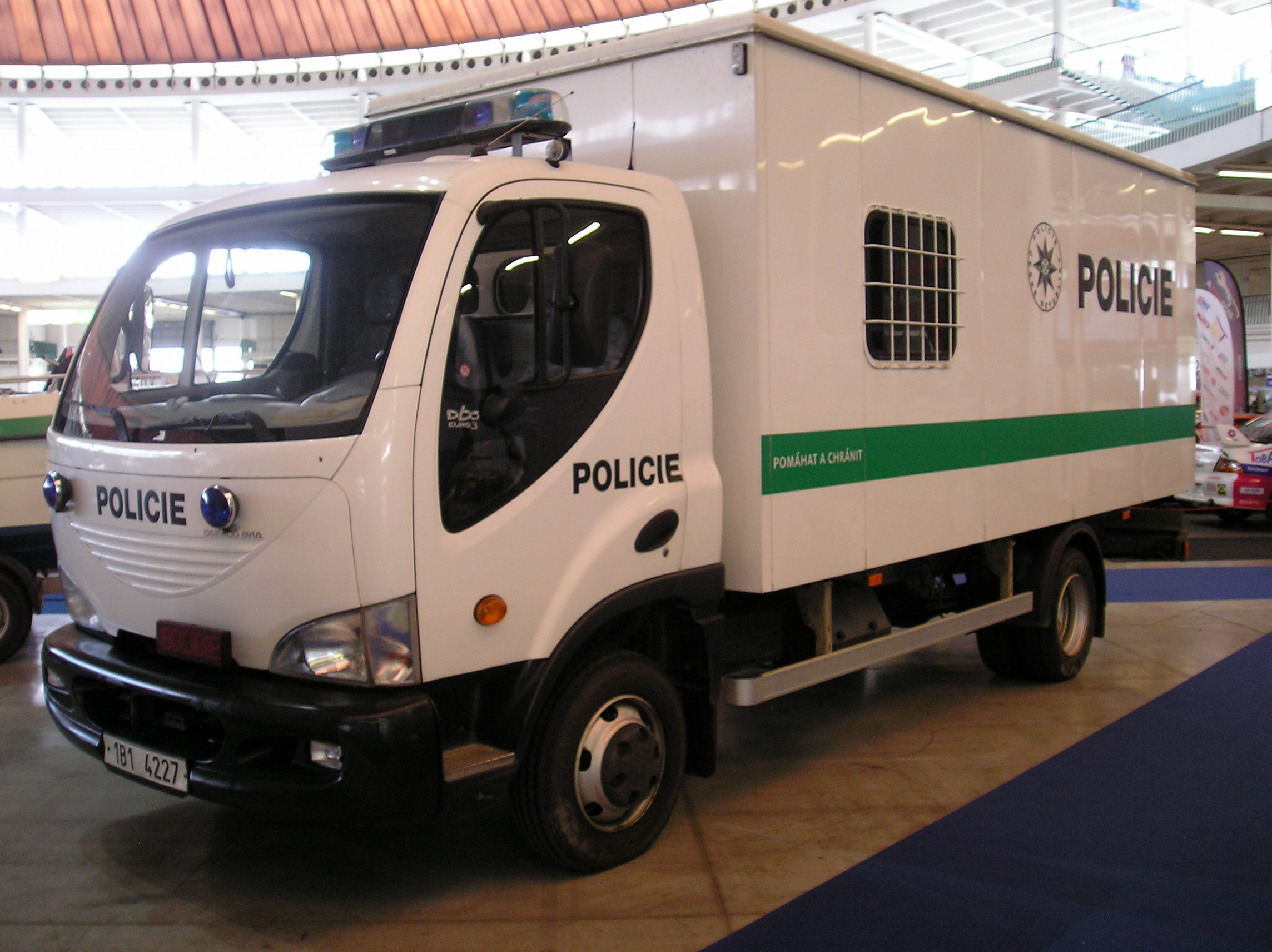
anton Avia D60
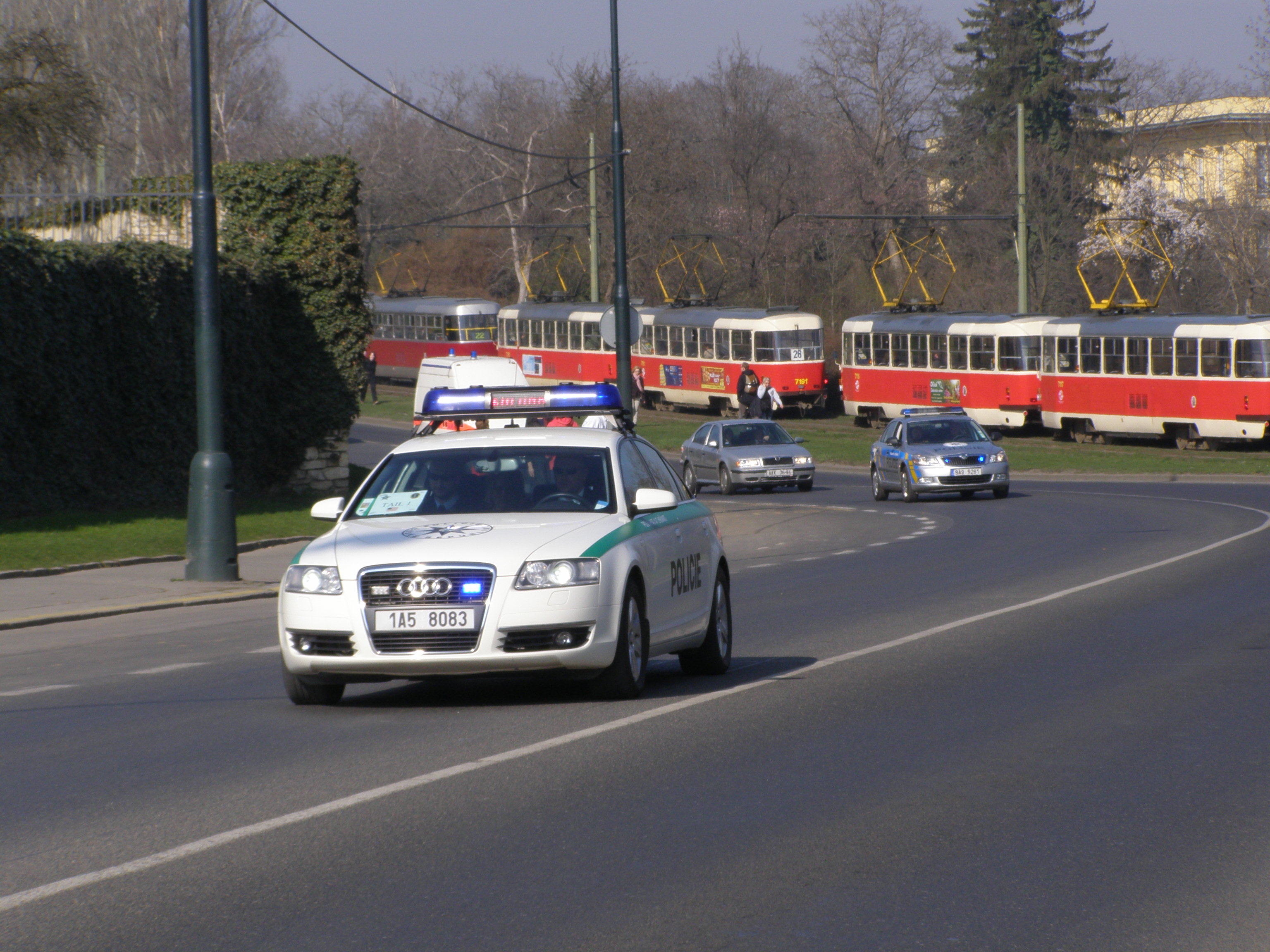
Audi A6
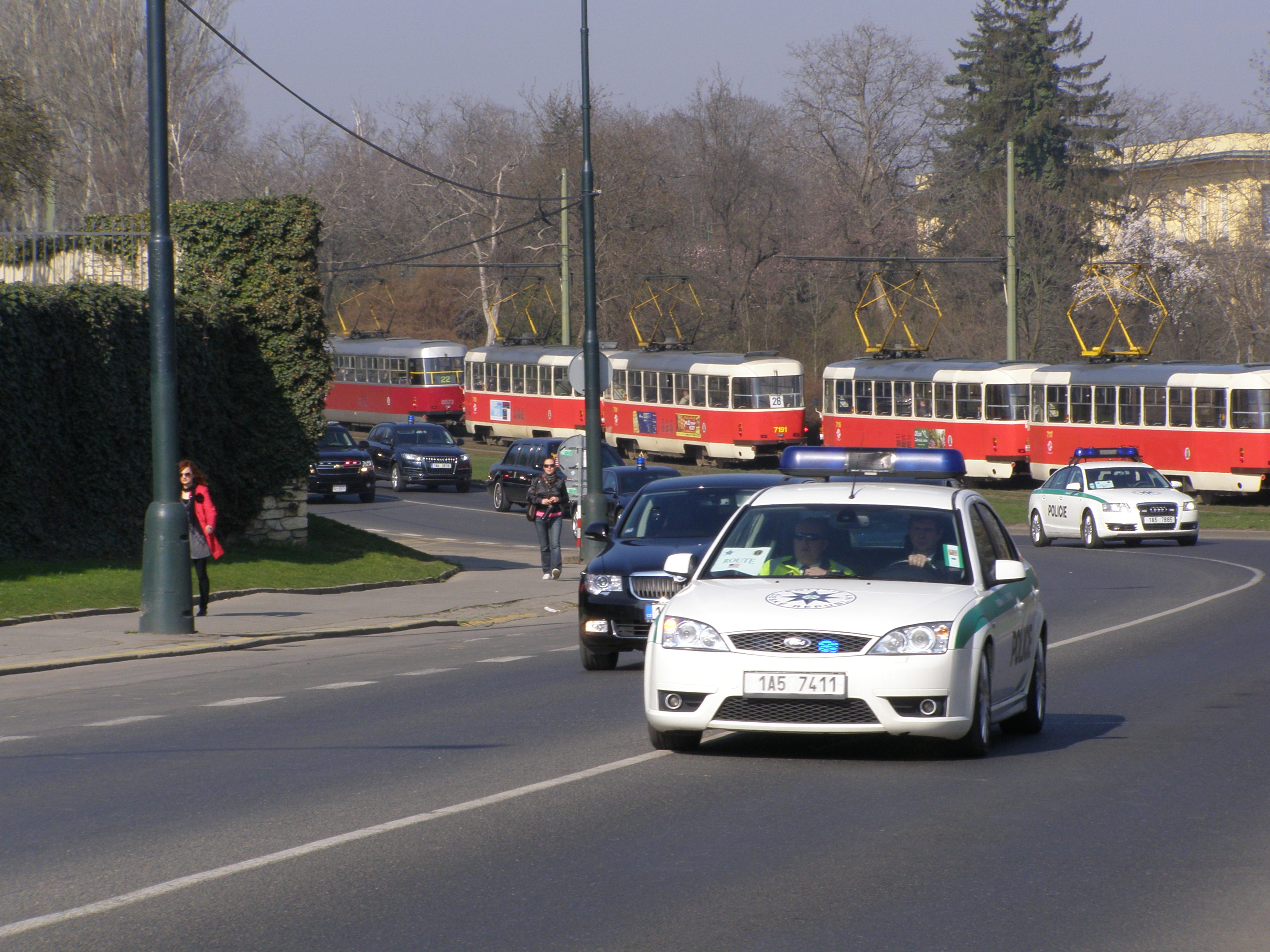
Ford Mondeo

- Od roku 2009: celostříbrný nátěr auta, podélný modrý retroreflexní pruh po celé bočnici vozu zhruba uprostřed výšky vozu s bílými nápisy „POMÁHAT A CHRÁNIT“ + číslem policejní nouzové linky 158, šikmé žluté a modré retroreflexní pruhy zhruba v 1/4 a 3/4 délky vozu, černý nápis POLICIE na boku vozu, plnobarevný kruhový policejní znak + černý nápis POLICIE na přední kapotě vozu

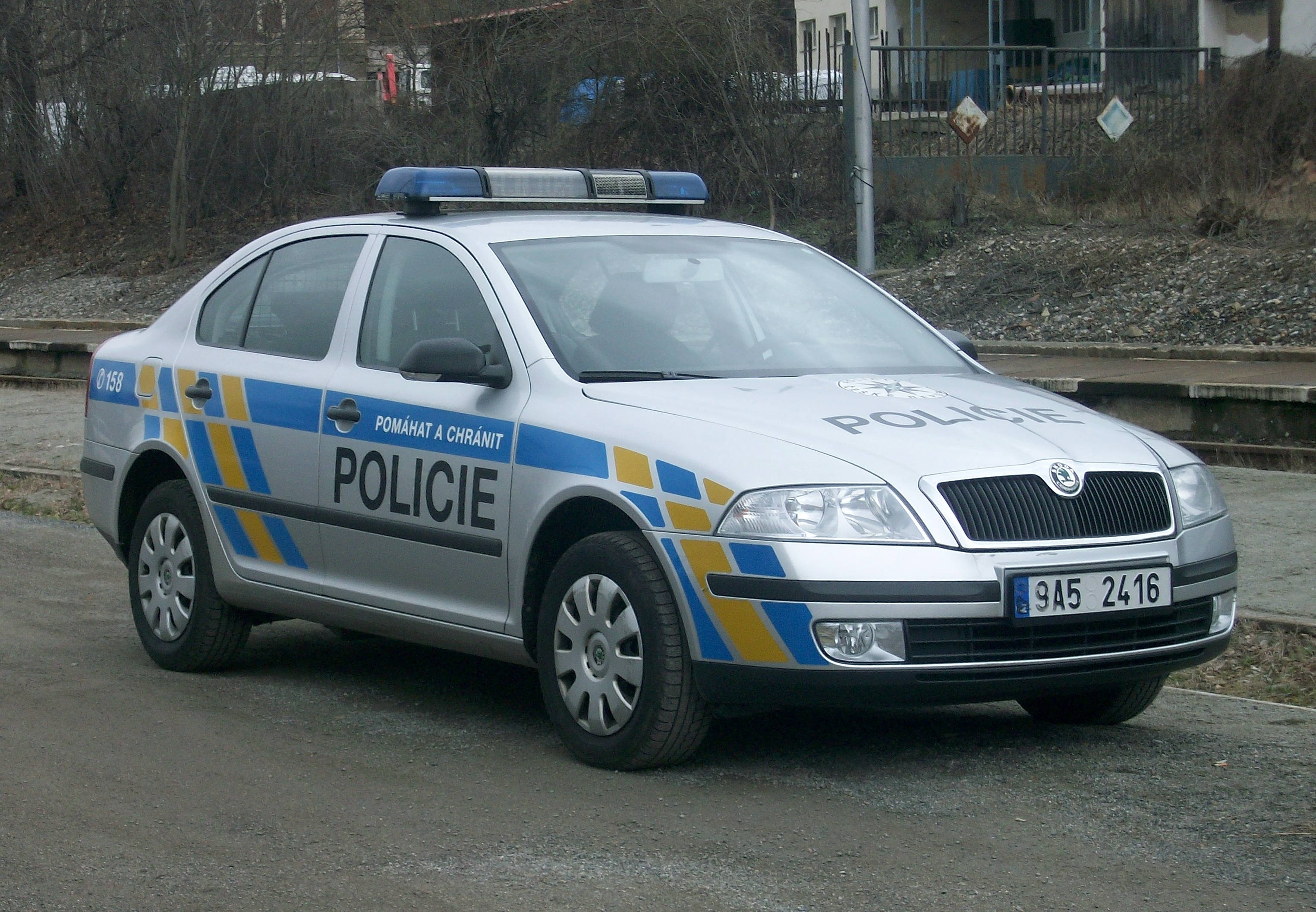
Škoda Octavia II
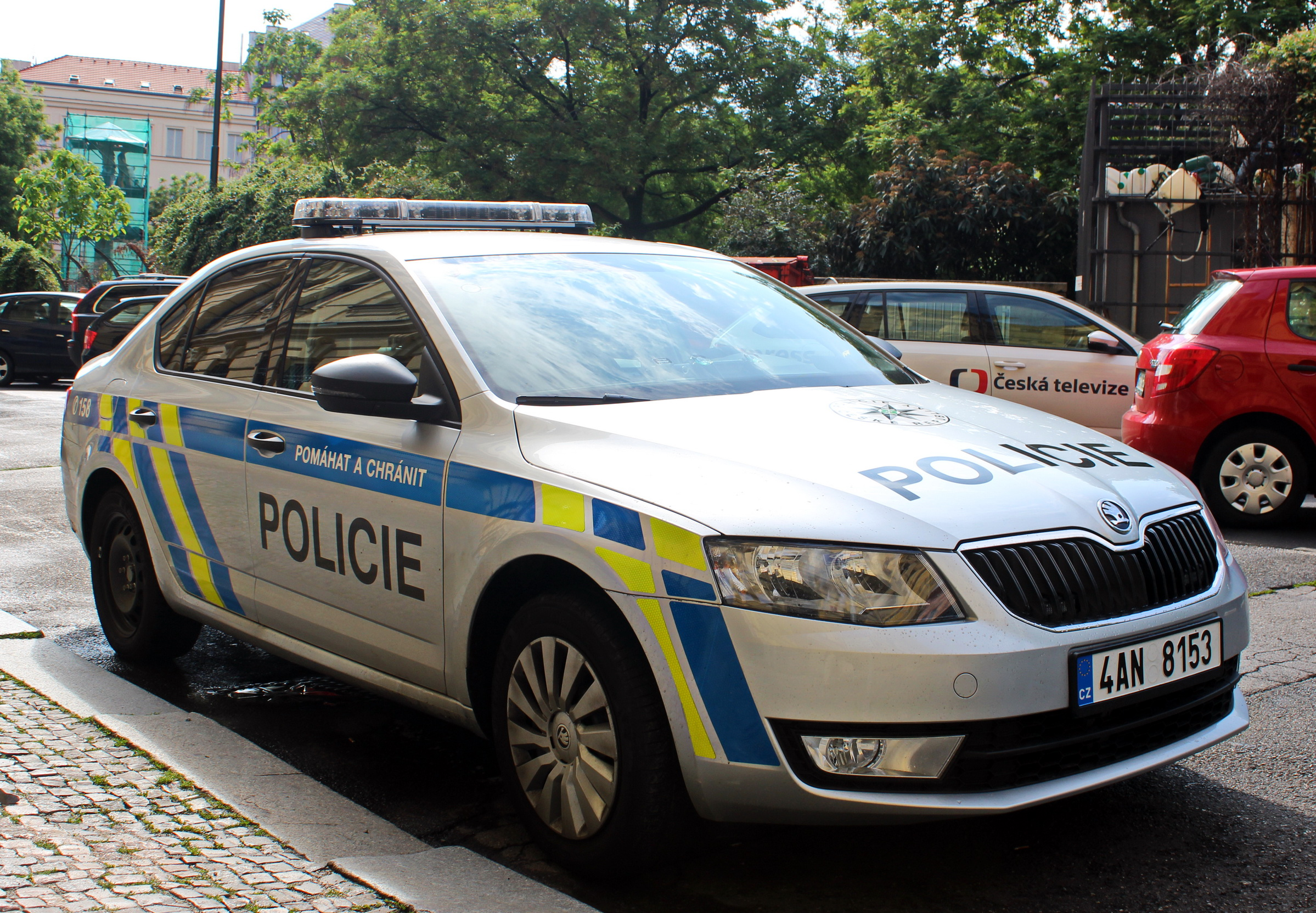
Škoda Octavia III
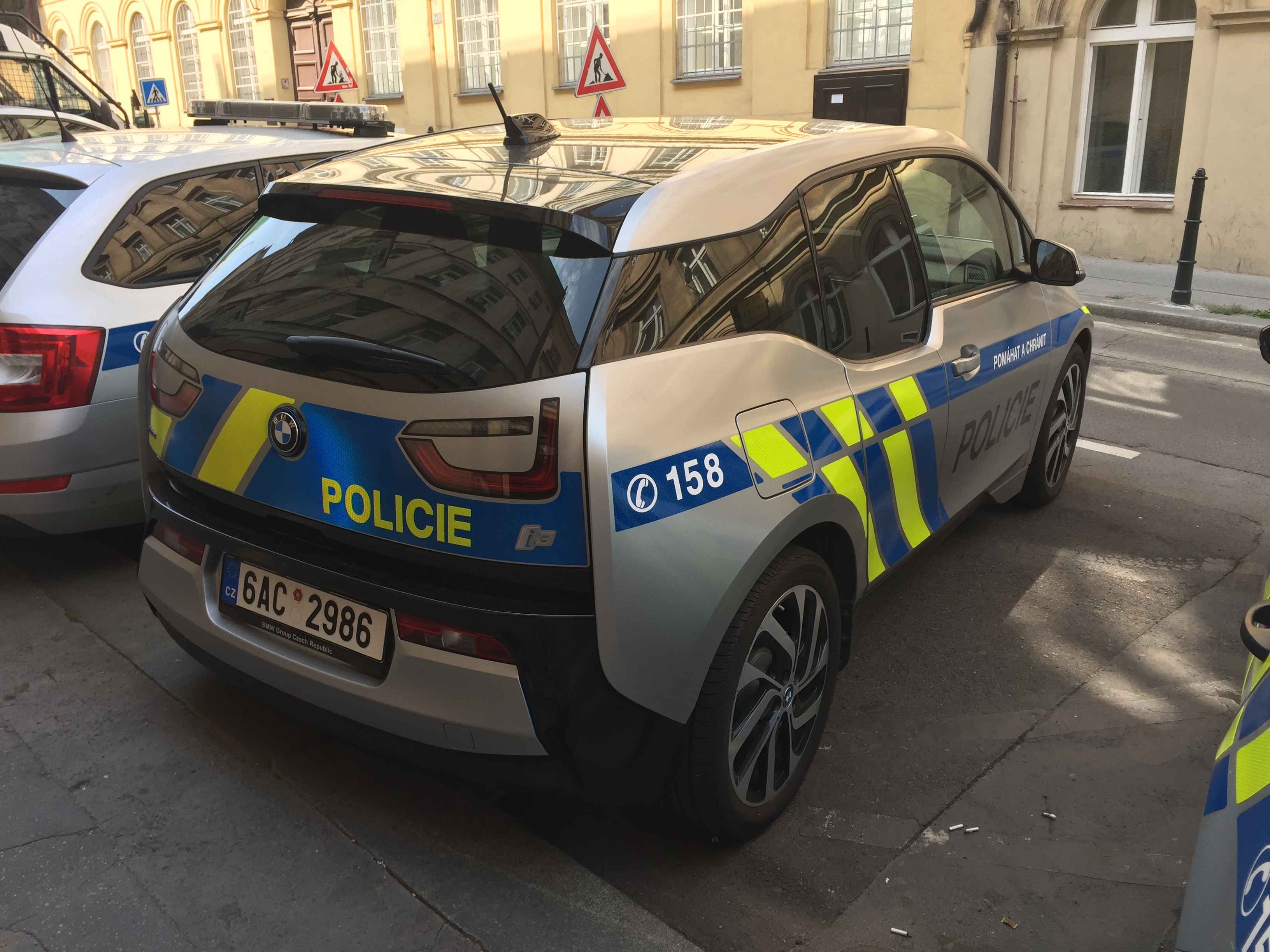
BMW i3
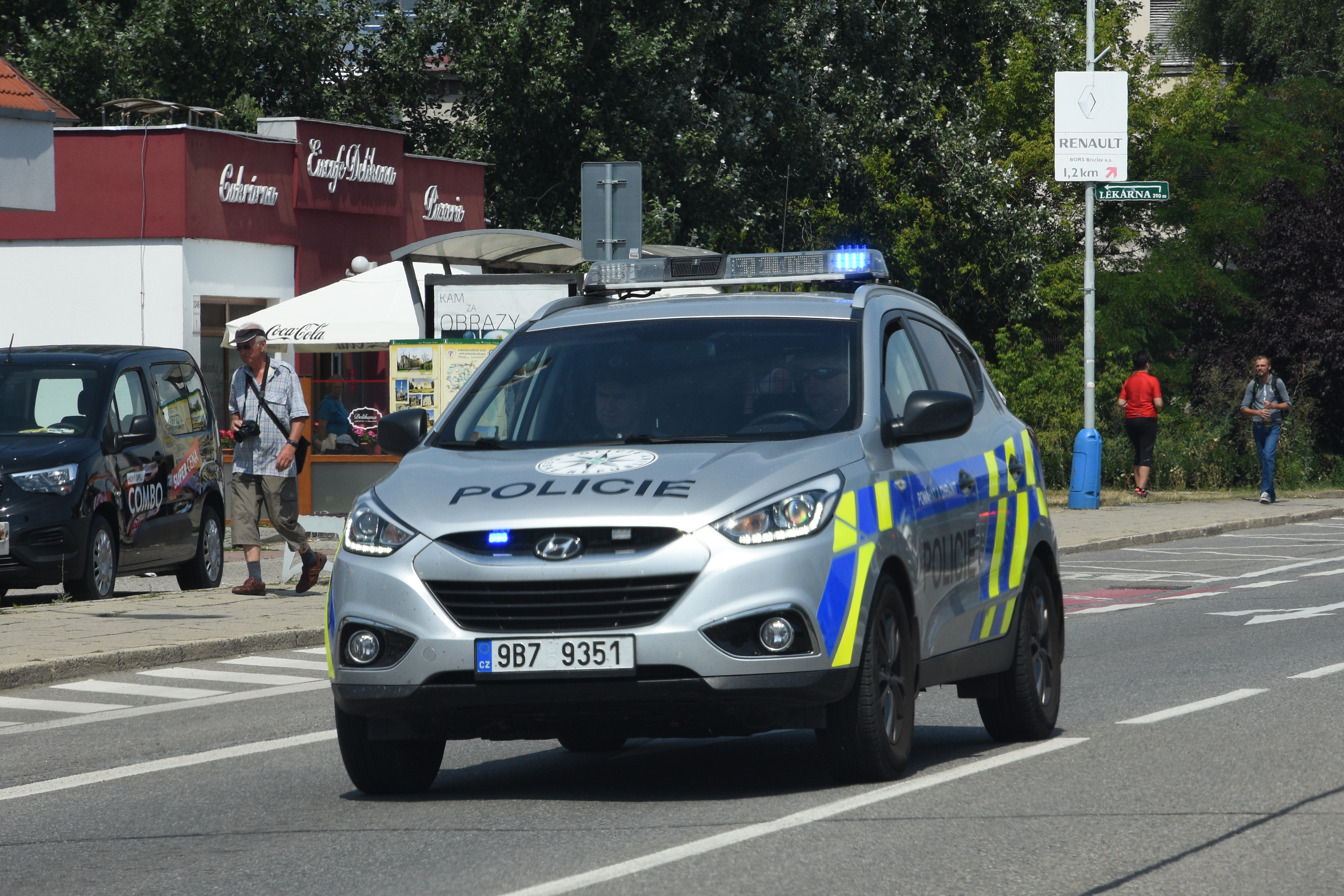
Hyundai ix35

V roce 2018 bylo vybráno nové logo tísňové linky policie, autorkou je studentka Obchodní akademie Dr. Albína Bráfa a Jazykové školy s právem státní jazykové zkoušky Třebíč Andrea Jelínková.

## Služební medaile
Podle vyhlášky č. 433/2004 Sb., kterou se stanoví druh a vzor služebních medailí bezpečnostních sborů a důvody pro jejich udělení, uděluje Police České republiky svým příslušníkům následující tři služební medaile:
| Za statečnost | Za zásluhy o bezpečnost | Za věrnost (I., II. a III. stupeň) |
| ------------- | ----------------------- | ---------------------------------- |
|               |                         |                                    |

## Policejní vzdělávání
Policisté, příslušníci a zaměstnanci dalších bezpečnostních složek i civilní zájemci se mohou vzdělávat na třech policejních školách. Jedná se o státní školy, které zřizuje Ministerstvo vnitra a které nejsou součástí Policie České republiky.
- vysoká škola: Policejní akademie České republiky v Praze
- vyšší odborné a střední školy: Vyšší policejní škola a Střední policejní škola Ministerstva vnitra v Praze, Vyšší policejní škola a Střední policejní škola Ministerstva vnitra v Holešově